# Gigantochloa albovestita
Gigantochloa albovestita är en gräsart som först beskrevs av Richard Eric Holttum, och fick sitt nu gällande namn av Khoon Meng Wong. Gigantochloa albovestita ingår i släktet Gigantochloa och familjen gräs. Inga underarter finns listade i Catalogue of Life.